# Theodor Abbetmeyer
Theodor Abbetmeyer (Theo Abbetmeyer) (Lüchow, 1869. szeptember 21. – Northeim, 1944. január 5.) német tanár, iskolaigazgató, író, nemzeti szocialista újságíró.

## Élete
Tanárként végzett és tanár lett Loccumban 1889-ben. rektori vizsgáját 1895-ben tette le. Tanulmányait a Hannoveri Egyetemen folytatta, mesterei John Doebber és Richard Metzdorff voltak, az egyetem anyakönyvében 13819. szám alatt szerepel. 1904-től mint szabadúszó újságíró lapoknak dolgozott. 1911-ben Linden egyik iskolájának igazgatója lett. A Weimari köztársaságban, 1921-ben jelentette meg első munkáját, amelyben Fausttal foglalkozott. 1924-ben feladta tanári hivatását, de csak 1925-ben vonult nyugdíjba. 
Az 1920-as évek hannoveri avantgárd művészete és színháza határozottan szemben állt a korábbi, klasszikusabb felfogást követő alkotókkal, bennük látva a "Nyugat bukása" hajnalát. Abbetmeyer műve, az 1926-ban megjelent Das Gralsreich als Streiter wider den Untergang des Abendlandes. Der Lohengrin-Mythos im Anschluss an Richard Wagners "Lohengrin" neu beleuchtet, amelyben Richard Wagner Lohengrin című operáját dolgozta fel, a művészet megértését tárgyalta, de tetten érhető benne szerzője nemzetiszocialista álláspontja is. Már idősen, hatvan évesen a Göttingeni egyetem hallgatója lett (1928), történelmet, zeneelméletet és művészettörténetet hallgatott. Tanulmányait 1931-ben fejezte be, disszertációja címe Zur Geschichte der Musik am Hofe in Hannover vor Agostino-Steffani 1636–1689. Ein Bild künstlerischer Kultur im 17. Jahrhundert.
Már 1932-ben csatlakozott az NSDAP-hoz, 1933-ban "a művészet és a színház szaktanácsadója" volt, s Bernhard Rust, Alsó-Szászország gauleitere napilapjában teljes munkaidőben a nemzetiszocialista kulturális politika számára dolgozott. Mindemellett nyilvánvalóan nem mindenben képviselte a nácik politikáját, ugyanis 1935-ben "a párt vonalától való eltérés miatt" az összes NSDAP irodából elbocsátották.

## Válogatott munkái
- Richard-Wagner-Studien. Neue Untersuchungen über die Persönlichkeit und das Kulturwerk des Bayreuther Meisters Hannover–Lipcse, 1916
- Paul Schwartzkopff, Ernst Köhler-Haußen, Theo Abbetmeyer: Zur Einführung in Hannah Stahn's „Faustus redivivus“. Das Faustproblem heute., Drezda – Radebeul, 1921
- Das Gralsreich als Streiter wider den Untergang des Abendlandes. Der Lohengrin-Mythos im Anschluss an Richard Wagners „Lohengrin“ neu beleuchtet. Heilbronn, 1926
- Zur Geschichte der Musik am Hofe in Hannover vor Agostino-Steffani 1636–1689. Ein Bild künstlerischer Kultur im 17. Jahrhundert. disszertációja, Göttingen, 1931
- Über moderne Theater-Unkultur. Zur Enteignung des deutschen Theaters durch Marxismus und Bolschewismus. Mit besonderer Berücksichtigung der stadthannoverschen Verhältnisse und mit Richtlinien für den Aufbau wahrer deutscher Theater-Kultur. NSDAP des Gaues Süd-Hannover-Braunschweig, Hannover, 1933

## Fordítás
- Ez a szócikk részben vagy egészben  a   Theodor Abbetmeyer című német Wikipédia-szócikk ezen változatának fordításán alapul.  Az eredeti cikk szerkesztőit annak laptörténete sorolja fel. Ez a jelzés csupán a megfogalmazás eredetét és a szerzői jogokat jelzi, nem szolgál a cikkben szereplő információk forrásmegjelöléseként.